# Veronika Fey Křen
Veronika Fey Křen, rodným jménem Veronika Kodýtková a v letech 2002–2022 Veronika Vieweghová [vívegová] (* 16. dubna 1976, Roudnice nad Labem) je česká terapeutka a spisovatelka, zakladatelka a předsedkyně Mateřského centra PUTTI, promotérka projektu Celé Česko čte dětem a dula. Jejím prvním manželem byl spisovatel Michal Viewegh, s nímž má dvě dcery.

## Život
Rodiče se rozvedli, hned jak se narodila, a za tři roky otec emigroval do Kanady. Měla dva mladší bratry. Její matka pracovala u Českých drah.[zdroj?]
Na základní školu chodila v Litoměřicích. V letech 1990-1994 studovala na střední zdravotní škole v Ústí nad Labem. Po studiích pracovala rok na interním oddělení v nemocnici v Litoměřicích. Poté v Německu dělala au-pair a starala se o starou paní. Následně pracovala v několika německých firmách.[zdroj?]
V roce 2006 podpořila a v Sázavě zorganizovala celostátní kampaň Celé Česko čte dětem. V květnu 2008 založila s dvěma kamarádkami v Sázavě mateřské centrum Putti. Absolvovala lektorsky kurz masáží dětí a kojenců, kurz laktační poradkyně a dvouapůlletý kurz na dulu, průvodkyni těhotenstvím a porodem.[zdroj?]

## Rodina
Dne 20. července 2002 se provdala za populárního spisovatele Michala Viewegha. V roce 2003 se přestěhovali do rodinného domu v Sázavě, kde Viewegh vyrůstal, a narodila se jim prvorozená dcera Sára. V roce 2005 se narodila dcera Barbora. Své dcery Veronika vyučovala sama doma, chodily pouze každé pondělí na základní školu pro týdenní plán a na zkoušky.[kdy?] V roce 2015 se s Michalem Vieweghem rozvedla.[zdroj?]
Poté se jejím partnerem stal podnikatel a mentor Petr Jan Křen. Roku 2019 se jim narodil syn a v červnu 2022 se vzali.

## Dílo
- Být sama sebou (2020) – autobiografie
- Pod maskou stín (2022)[4]